# Limburgse mergel

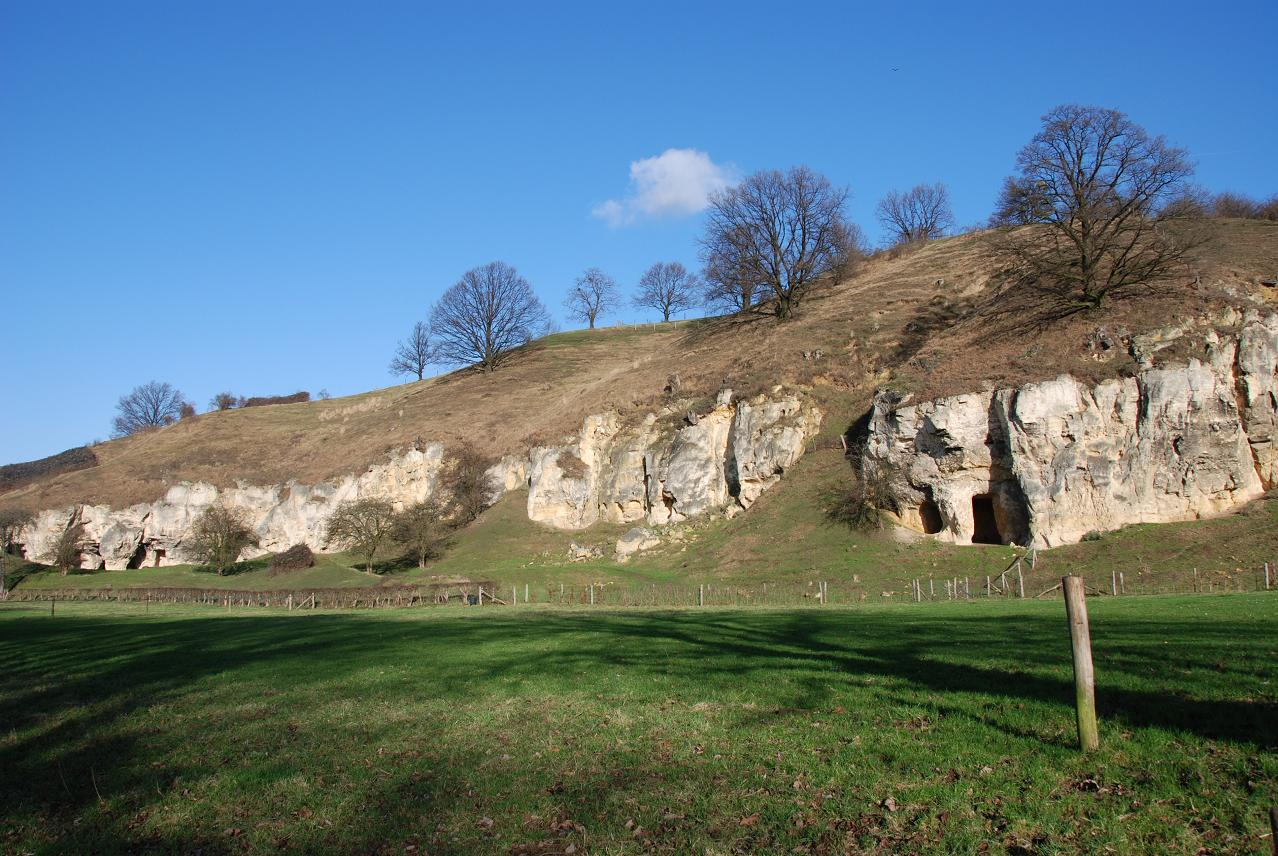
Dagzomende mergel op de Bemelerberg

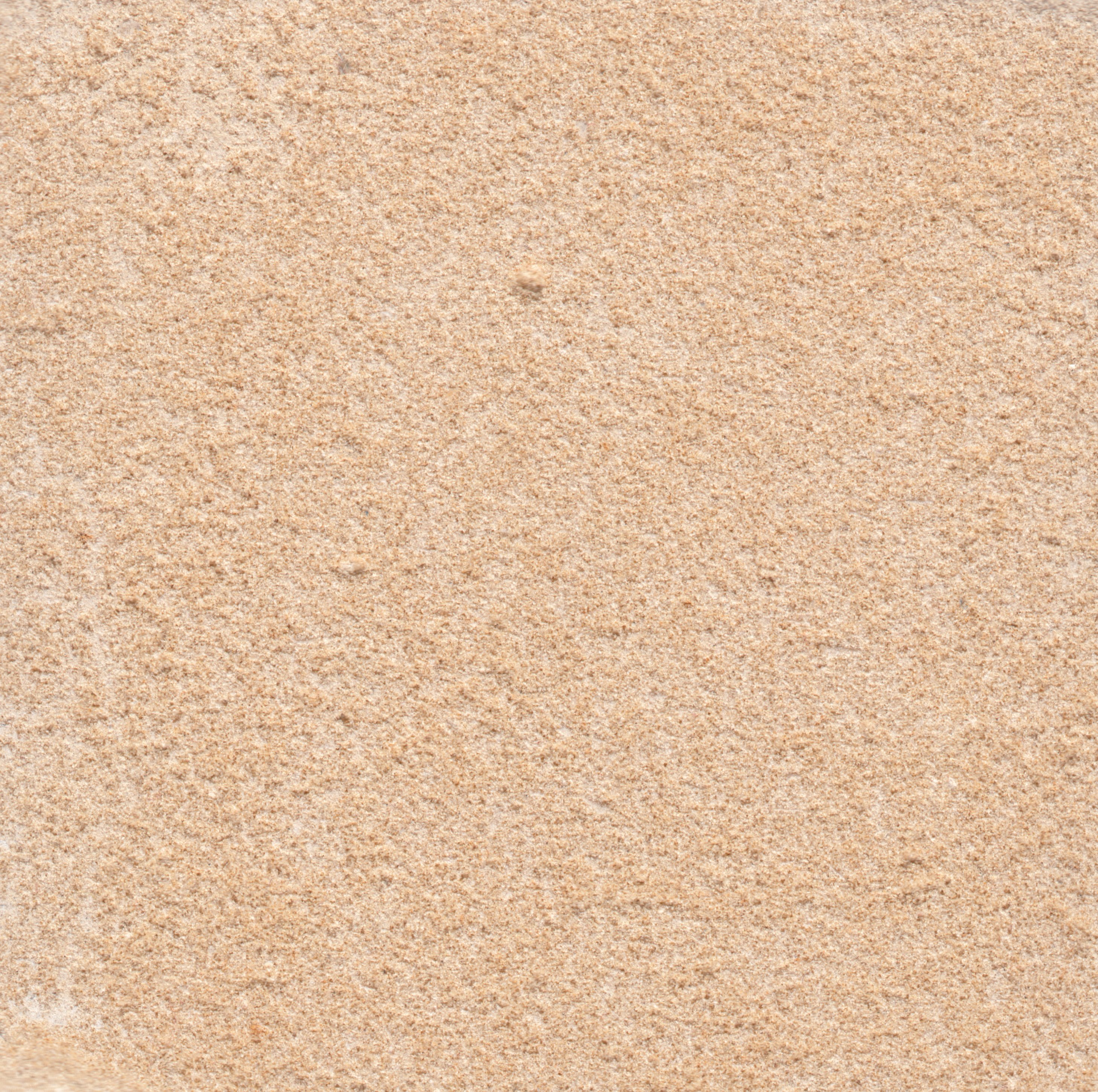
Close-up van een stuk mergel (6 × 6 cm)

Mergel of Limburgse mergel is de gebruikelijke benaming voor een krijtgesteente uit het zuiden van de Nederlandse en Belgische provincies Limburg. Hierbij gaat het meestal niet om mergel volgens de geologische betekenis.
De Limburgse mergel is vooral afgezet tijdens het Krijt en komt ondergronds in vrijwel geheel Nederland en grote delen van Vlaanderen voor.
In de Zuid-Limburgse en Waalse Sint-Pietersberg en ook in de Belgisch-Zuid-Limburgse gemeenten Riemst en Heers zijn ondergrondse groeven in krijtgesteente te vinden, die in de volksmond de "mergelgrotten" worden genoemd. Deze "grotten" zijn bijvoorbeeld in gebruik als champignonkwekerijen of zijn toegewezen als beschermde habitat voor vleermuizen.
Mergelsteen wordt in Nederland enkel nog gewonnen in Sibbe en wordt gebruikt in de bouw (vooral restauratie van monumentale gebouwen en in sommige gevallen voor nieuwbouw). Mergel is daarmee in Nederland de enige voor deze doeleinden gewonnen steensoort. Hoewel het een zacht gesteente is, is het vrij weervast, mits de vochthuishouding goed geregeld is; natte mergel kan kapotvriezen. Mergel bestaat voor 98 % uit koolzure kalk en 2 % uit andere bestanddelen. Mergel bevat geen zand.
De Limburgse benaming "mergel" komt waarschijnlijk van het Latijnse "marga". Hieronder verstonden de Romeinen alle niet-verharde kalkhoudende sedimenten.

## Winning

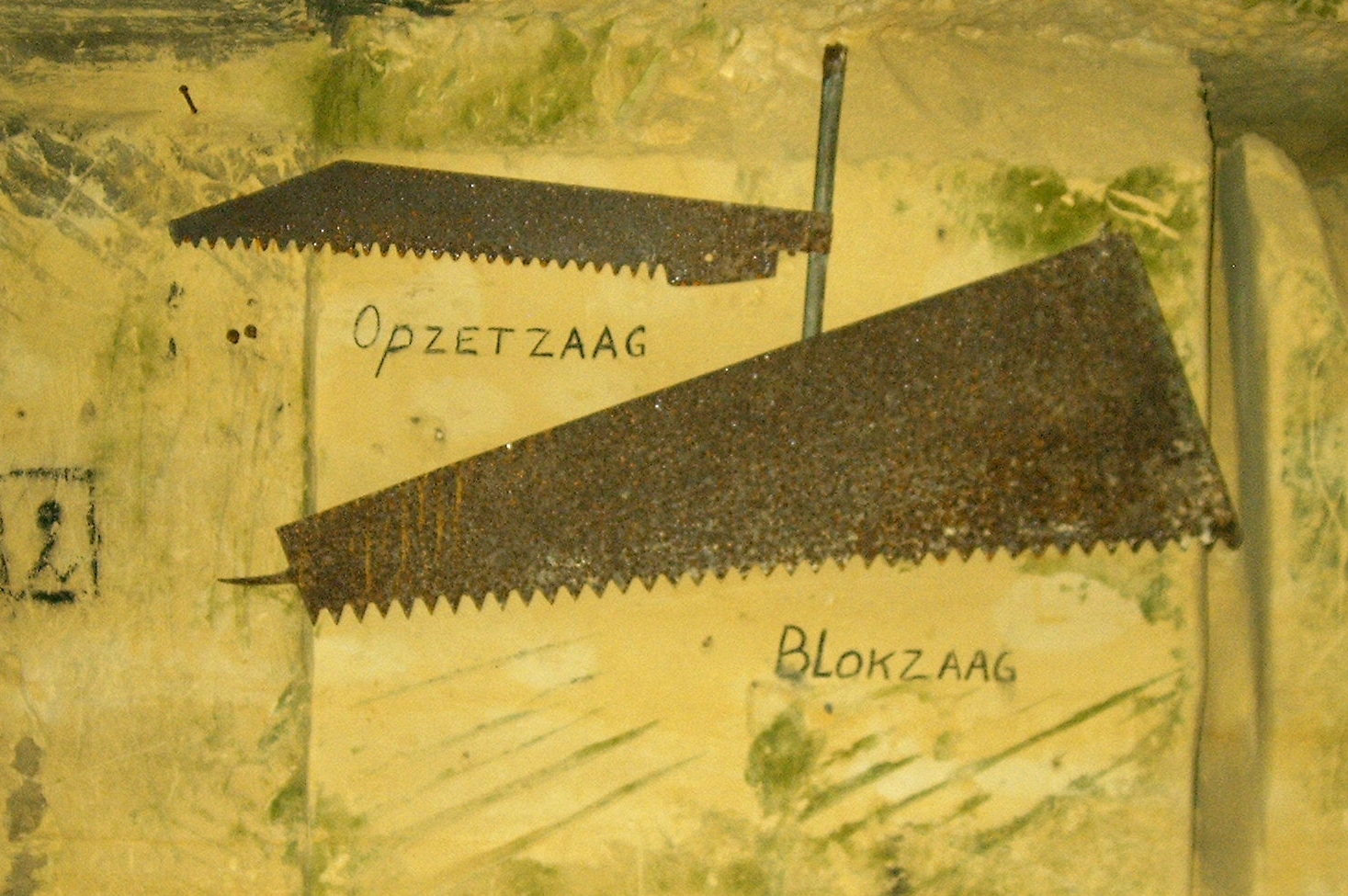
Traditioneel blokbrekersgereedschap (muurschildering Fluweelengrot, Valkenburg)

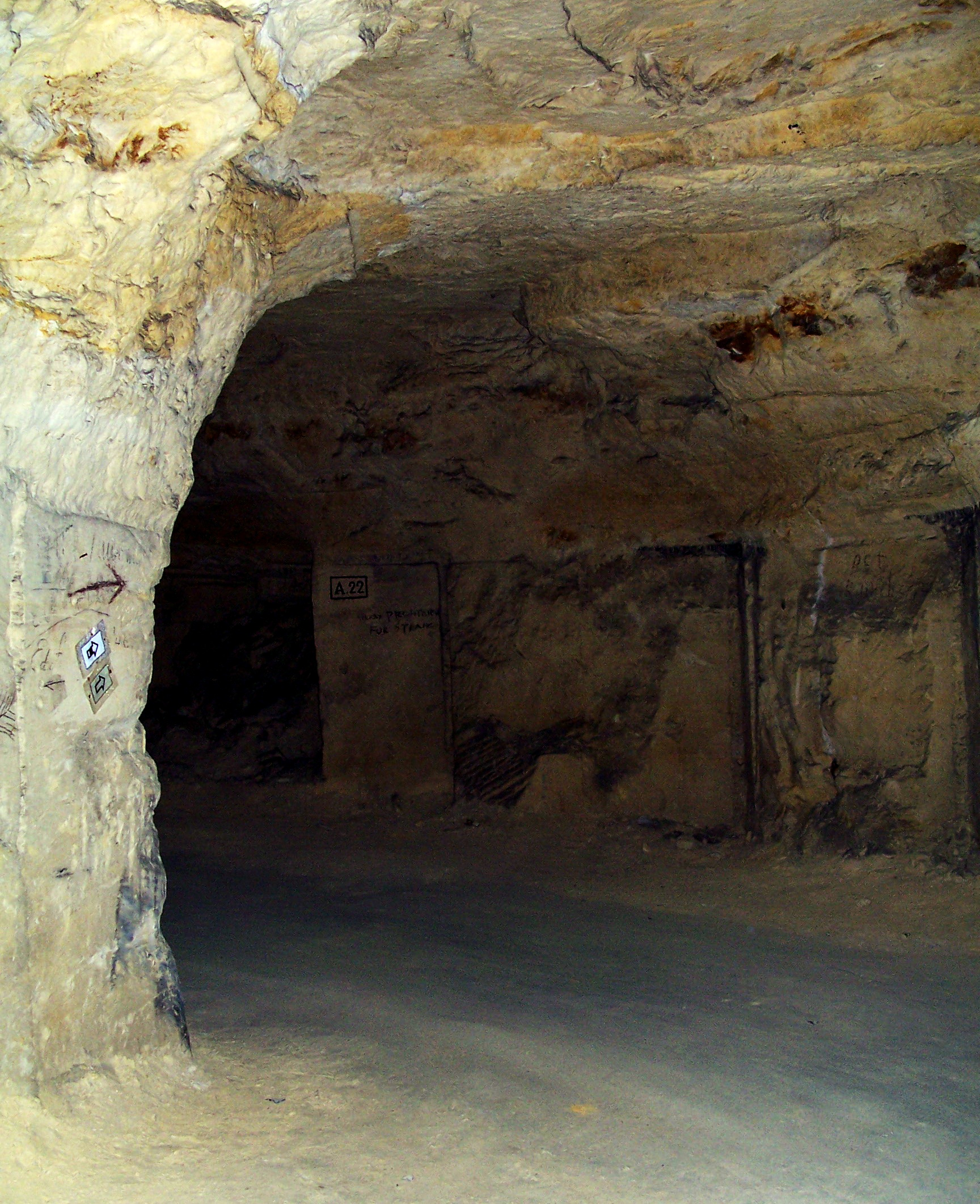
Sibberberg mergelgroeve

Uit de steentijd zijn ondergrondse groeven bekend voor de winning van vuursteen (nabij Rijckholt). Uit de Romeinse tijd zijn enige winningen met behulp van schachtbouw aangetoond (bij Herkenberg). In de middeleeuwen kwam de ondergrondse kalksteenwinning op. Bekende Nederlandse mergelgroeven zijn de 'grotten' van Valkenburg en de 'grotten' van de Sint-Pietersberg. Aan het einde van de 19e eeuw wordt het accent verlegd naar de bovengrondse winning in dagbouwgroeven: de firma's ENCI bij Maastricht en Ankersmit in de groeve 't Rooth nabij Margraten.
Het delven van mergel als bouwsteen wordt aangeduid als blokbreken en de personen die dit werk uitvoeren als blokbrekers. Het moederblok waar de bouwstenen uitgezaagd worden wordt aangeduid als een "stoel" (Limburgs: sjtool).

## Toepassingen

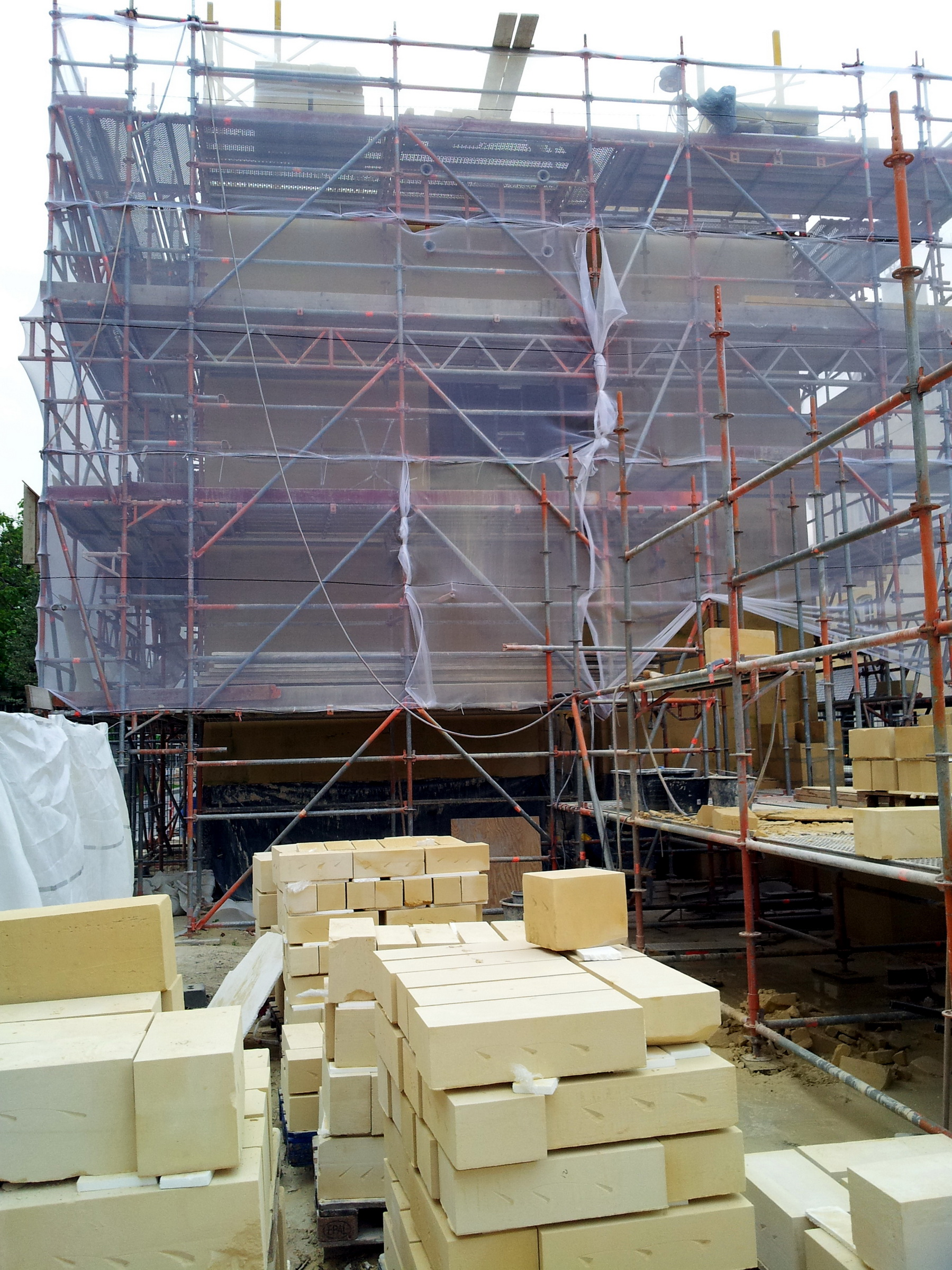
Sibbersteen voor de reconstructie van de Geulpoort in Valkenburg

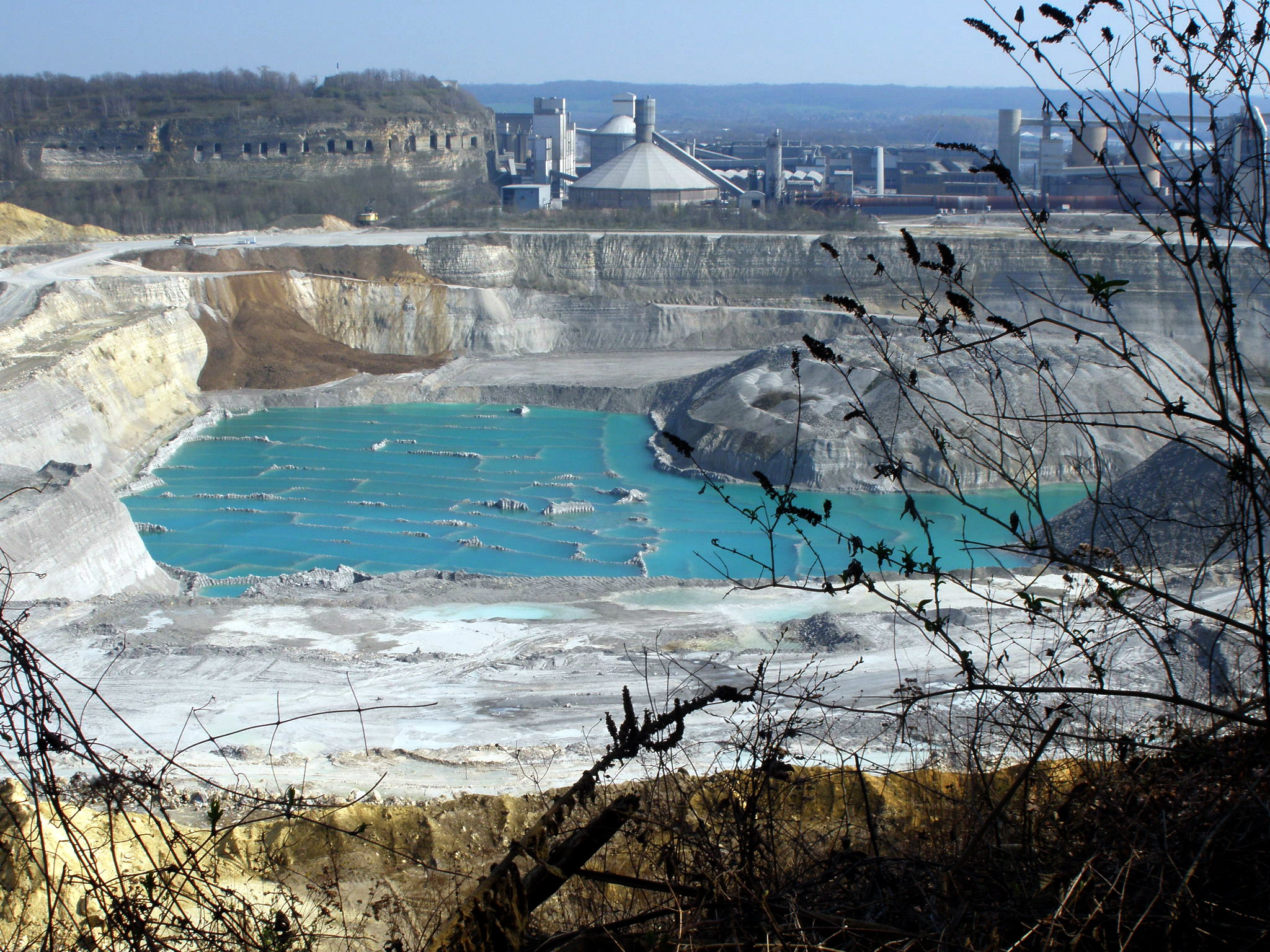
ENCI-groeve, Sint-Pietersberg, Maastricht. Op de achtergrond de cementfabriek

Mergel kent verschillende toepassingen:
- als bouwmateriaal, op dit moment alleen in de Sibbergroeve in Sibbe (Valkenburg aan de Geul);
- als materiaal voor beeldhouwwerk;
- in de productie van cement: aan het ontgonnen krijt wordt zandige klei, gips en andere toeslagstoffen toegevoegd waardoor men na verhitting in ovens Portlandcement bekomt;
- als kleurstof in de bouw- en keramische industrie: als toevoeging bij de productie van aardewerk, waardoor faience aardewerk kan worden geproduceerd, bijvoorbeeld Delfts blauw;
- bij het mergelen, als kalkmeststof om verzuring van de grond tegen te gaan. Daarop zou ook de uitdrukking "uitgemergeld" teruggaan;
- als toevoeging aan veevoer;
- als toevoeging aan een mengsel dat schoorsteengassen ontzwavelt;
- het werd ook gebruikt als ingrediënt van zilverpoets, schoenpoets, linoleum, verf en stopverf; bij de fabricage van papier en karton en aangewend in de suikerraffinage en in de metaalnijverheid.[2]

## Groefleger
Mergel is een sedimentgesteente en heeft hierdoor een gelaagdheid. Niet bij elk mergelblok is die gelaagdheid te zien. Deze laagrichting wordt aangeduid als het leger. Alleen loodrecht op het leger kan het mergelblok weerstand bieden aan druk van buitenaf. De blokbreker merkt meestal de steen om het blokleger aan te geven, wat de onderzijde en bovenzijde van het blok aangeeft zoals het uit de berg kwam. Wordt de steen op zijn kant verwerkt, dan zal het blok verticaal volgens de richting van het leger splijten.

## Soorten
Daar de kwaliteit en de materiaaleigenschappen per mergelgroeve sterk van elkaar verschillen, wordt de naam van de regio of belendende dorpen en steden gebruikt om de specifieke mergelsteen aan te duiden:
Sibber blok
Deze mergel komt uit de groeven rondom Sibbe (de Sibbergroeve) en is momenteel de enige mergel die in de bouw voor met name restauratie en renovatie wordt toegepast. De mergelsteen is zeer homogeen en het beste bestand tegen de invloeden van het klimaat.
Zichener blok
Deze mergel komt uit het Belgische Zichen en is vergelijkbaar met Sibber mergel. De groeven zijn echter gesloten en worden niet meer geëxploiteerd
De Kanner blok
Zoals de naam al doet vermoeden is de Kannerblok afkomstig uit Kanne aan de Grens van Maastricht. De Kannerblok heeft de specifieke afmetingen van; H25, B20 en L45 cm. Door de slechte kwaliteit kalksteen ter plaatse was de ontginningsmethode, zoals die in de Sibber- en andere groeven met goede harde kwaliteit mergel, niet mogelijk. Bij deze blokbreekmethode liet men namelijk de stoel van ongeveer H85, B54, L54, omvallen om deze vervolgens in kleinere blokken te verzagen. Om zoveel mogelijk bruikbare blokken uit een stoel te krijgen ontstonden vaak blokken van verschillende afmetingen. De inferieure mergelkwaliteit van het Avergat liet dat niet toe, de stoel zou in honderden stukken spatten. Daardoor is er vanaf 1800 een methode ontwikkeld waarbij de Kannerblokken rechtstreeks uit het moedergesteente via de zogenaamde ‘reuzentrap’ werden gezaagd. Deze methode is zeer effectief en had meerdere voordelen. 1: er was minder afval, 2: de blokken braken niet in stukken, 3: er konden meerdere mensen in hetzelfde werkfront bezig zijn,  4: minder gesjouw met blokken van honderden kilo’s, 5: beter transporteerbaar, 6: heel belangrijk; de blokken hadden allemaal dezelfde afmetingen waardoor het merken van het leger voor de juiste ligging in de bouw niet meer nodig was.
De reuzentrapmethode is in het Avergat ontstaan en geperfectioneerd. De blokbrekers waren zeer bekwaam en precies, de gangen die door hun noeste ondergrondse arbeid ontstonden lijken op kathedraalachtige tunnels en ruimten van 8–10 meter hoogte en 4 meter breedte. Deze winningswijze werd ook in andere groeven toegepast waaronder Groeve de Keel Louwberg (Be) en St.- Pietersberg (Nl) maar zelden zo mooi als in het Avergat te Kanne.
Maastrichter blok
Deze mergel komt uit Maastricht en is vergelijkbaar met Sibber mergel. Het mergelmassief rond Maastricht is echter minder homogeen en vertoont een zeer grote variatie in densiteit. Over het algemeen is de gebroken mergelblok relatief zacht en minder bestand tegen het weer. Vanwege het kwaliteitsverschil met Sibber mergel en de hoge moeilijkheidsgraad een goed bouwblok te breken werd deze mergel tot 2018 alleen nog door de ENCI gewonnen als grondstof voor de cementindustrie.
Kunrader, Bocholtzer of Vetschauer blok
Deze mergel is veel harder dan Sibber blok en wordt niet gezaagd maar gebroken.
Gulpener blok
Is vergelijkbaar met Kunrader blok. Deze mergel is echter gevoelig voor vorstschade.
De groeven zijn gesloten en worden niet meer geëxploiteerd.
Tauw
Een hardere fossielrijke, gedeeltelijk verkiezelde kalksteen. Deze taaie mergelsoort bevindt zich qua hardheid tussen Sibber en Kunrader.